# North Palisade
North Palisade – szczyt w USA, w środkowej części stanu Kalifornia, położony około 21 km na południowy zachód od miasta Big Pine, na granicy hrabstw Inyo i Fresno w Kings Canyon National Park. Jest to trzeci pod względem wysokości, po Mount Whitney i Mount Williamson, szczyt w górach Sierra Nevada.